# Akihisa Sonobe
 (octobre 2017).
Pour les articles homonymes, voir Sonobe (homonymie).
Akihisa Sonobe (園部 晃久, Sonobe Akihisa) est un footballeur japonais né le 16 décembre 1964. Il évoluait au poste de gardien de but.